# Rudolfo Franjin Magjer
Rudolfo Franjin Magjer (né en 1884 à Zemun et mort en 1954 à Osijek) était un écrivain et pédagogue croate et yougoslave. Il a notamment écrit des poèmes, des nouvelles, des épigrammes et des aphorismes. Il fut également journaliste.

## Biographie
Rudolfo Franjin Magjer est né en 1884 à Zemun, dans une région qui faisait à l'époque partie de l'Autriche-Hongrie. Il vécut à Osijek dès sa plus tendre enfance et y termina ses études à l'École des professeurs de la ville. Il enseigna ensuite à Šljivoševci et à Valpovo puis à Osijek ; pendant cette période il commença parallèlement une carrière de journaliste et d'écrivain. Il publia son premier recueil de poèmes, Porivi, en 1905 ; en 1907, il fit éditer un ouvrage de fiction en prose intitulé Zapisci sa sela et, en 1906, il constitua une anthologie de la littérature croate pour la jeunesse intitulée U pjesmi i priči, avec des extraits d'auteurs comme August Harambašić, Jagoda Truhelka, Rikard Katalinić Jeretov, Ivana Brlić-Mažuranić et Josip Eugen Tomić.
À partir de 1909, Rudolfo Franjin Magjer dirigea le Klub hrvatskih književnika i umjetnika u Osijeku (le « Club des écrivains et des artistes d'Osijek »), fondé par Miroljub Ante Evetović, et le club 3. listopada (« 3 octobre »), qui avait les mêmes objectifs que la société des Frères du dragon croate (en croate : Braća hrvatskog zmaja), avec un accent mis sur la littérature et la langue croates. En 1913, Rudolfo Franjin Magjer travailla collabora à Milodarke, un périodique qui ne sortit que cinq numéros.

## Œuvres
- Porivi, Osijek, 1905.
- Slavice. Pjesmice i pripovijesti za hrvatsku mladež napisao : Rudolfo Franjin Magjer, Osijek, 1905.
- Zapisci sa sela, 1907.
- Porivi : druga knjiga pjesama : Nove pjesme, Osijek, 1908.
- Novi zvuci, Osijek, 1912.
- Književne bilješke. Svezak I. Pribilježio Rudolfo Franjin Magjer, Prva hrvatska dionička tiskara, Osijek, 1912.
- Slavice : kytice uvita z povidek baji bajek a ličeni, 1910.
- Bez ljubavi: pripovijest, Rijeka, 1913.
- Sa slavonske ravni : škice i novele, Osijek, 1913.
- Dorfgeschichten: Novellen und Skizzen, Vienne, Leipzig et Zagreb, 1913.
- Iz naših sela : tri pripovijesti iz života hrvatskog seljaka u Slavoniji, Osijek, 1913.
- Kolosijek i stranputine : zapisi sa sela iz života hrvatskoga seljaka u Slavoniji, Koprivnica.
- U boju i vatri: pjesmarica hrvatskih junaka sa ratišta, Križevci.
- Crveni križ i drugi zapisci sa sela uoči rata, Osijek, 1915.
- Rudolfo Franjin Magjer : Moj put, Komisionalna naklada knjižare Radoslava Bačića u Osijeku, Osijek, 1916.
- Rudolfo Franjin Magjer : Erotika, Tisak Hrvatskog štamparskog zavoda d.d. Podružnica Osijek, Osijek, 1918.
- U spomen stogodišnjice rogjenja Petra Preradovića. Za Hrvatsko kazališno društvo, Klub hrvatskih književnika i Prosvjetu uredio R. F. Magjer. Čist utržak namijenjen je bosansko-hercegovačkoj siročadi, Hrvatski štamparski zavod d.d. Podružnica u Osijeku, Osijek, 1918.
- Rukovet epigrama, Osijek, 1918.
- Pučki učitelj kao kulturni radnik, Hrv. štamparski zavod d.d., Podružnica u Osijeku, Osijek, 1919.
- R.F. Magjer: Pjesme iz osame, Tisak Antun Rott. Komisionalna naklada Hrvatskog štamparskog zavoda d. d. Podružnica u Osijeku, Osijek, 1922.
- Hrvati u Srbiji. Opisao R.F. Magjer i V. Ivakić, Tisak i naklada Antun Rott, Osijek, 1922.
- Iz prošlosti i sadašnjosti, St. Kugli, Zagreb, 1925.
- Istina u priči. Iz "Zapisaka sa sela" - R.F. Magjera, Tisak Srpske štamparije d.d., Osijek, 1928.
- Kraljević Željoslav. Bajka R.F. Madera sa crtežima I. Roha, Štampa Srpske štamparije d.d., 1928.
- Iznad svijeta. Iz Zapisaka sa sela i Poriva, Bilježaka običnih i neobičnih te Aforizama. R.F. Magjer., 2. jubilarno izd. Kluba hrvatskih književnika i umjetnika u Osijeku. Uredio Ivan Zatluka. Tisak Srpske štamparije d.d., Osijek, 1929.
- Zvono u vodi i drugi zapisci sa sela. R.F. Magjer, Vlastita naklada. Osijek, Tisak Ferde Kittera, Osijek, 1931.
- Miholjčice i Valpovčice : pripovijesti slavonskih sela, Jeronimska Knjižnica Zagreb, 1932.
- Učiteljski i drugi epigrami. Spjevao Rudolfo Franjin Magjer, Tiskara Lechner i Vuksan, Osijek, 1935.
- 40-godišnjica rada hrvatskog fresko slikara Ive Volarića Šišulje u Baski, Tiskano kao manuskript, Frankova tiskara, Osijek, 1937.

### Posthume
- Škice i zapisci, Biblioteka : Slavonica, knjiga 94, priredila i pogovor napisala Helena Sablić, Privlačica, Vinkovci, 1994.